# Kabupaten Deli Serdang
Kabupaten Deli Serdang är ett kabupaten i Indonesien.   Det ligger i provinsen Sumatera Utara, i den västra delen av landet, 1 400 km nordväst om huvudstaden Jakarta. Antalet invånare är 1 886 915.